# Sven Jacobsson
Sven Lennart « Jack » Jacobsson (né le 17 avril 1914 près de Göteborg, en Suède et mort le 9 juillet 1983 près de la même ville) était un joueur de football suédois.

## Biographie
Il joue durant sa carrière au GAIS entre 1934 et 1951. Il y joue en tout pas moins de 280 matchs pour le GAIS, dont 229 en Allsvenskan (première division), et inscrit 80 buts dont 42 en Allsvenskan. 
Il joue également 7 sélections en A avec l'équipe de Suède, où il participe à la coupe du monde 1938.